# Nianga (village)
 (février 2025).
Nianga (Nyanga) est un village de la province du Kasaï en République démocratique du Congo. Il est situé à environ 65 kilomètres au nord-ouest de Tshikapa et à 15 kilomètres à l'ouest de la rivière Kasai. La ville a été fondée en tant que poste de mission en 1923. À l'époque coloniale, Nianga abritait une école primaire et une école secondaire. Nianga est reliée par route à la Route Nationale 1 et est desservie par l'aéroport de Nyanga (FZDG),. 